# Dirk Bavendamm
Dirk Bavendamm (* 20. Mai 1938 in Dresden) ist ein deutscher Historiker, Journalist, Buchautor und Übersetzer.

## Leben
Bavendamm ist Sohn des Botanikers Werner Bavendamm. Er wuchs nach der Übersiedlung seiner Familie aus der SBZ in Reinbek bei Hamburg auf, wo er 1958 das Abitur ablegte.

### Studium und erste journalistische Tätigkeit
Er studierte in Hamburg und Berlin Rechts-, Literatur- und Geschichtswissenschaften und wurde 1967 bei Gerhard Oestreich mit der Dissertation Von der Revolution zur Reform. Die Verfassungspolitik des Hamburger Senats 1849/50 zum Dr. phil. promoviert.
Bereits als Student war er neben Henning von Löwis einer der regelmäßigen Autoren der NDR-Sendung „Politik für junge Leute“.

### Arbeit als Print- und Rundfunkjournalist, Buchautor
Er war Redakteur der Wochenzeitung Die Zeit (1967–1969), Redakteur und Korrespondent der Tageszeitung Die Welt (1969–1972) und Korrespondent der Süddeutschen Zeitung (1972–1977). Daneben schrieb er weiterhin Hörfunk- und Fernsehsendungen für NDR und WDR. Seit 1980 ist er freiberuflich tätig. Bis heute schrieb, übersetzte und betreute Bavendamm etwa zwei Dutzend Bücher in den Bereichen Unternehmens- und Zeitgeschichte. Zu seinen unternehmensgeschichtlichen Auftraggebern zählten der Bertelsmann-Konzern, das Handelsunternehmen C. Woermann, die Würth-Gruppe, Oetker und RWE Dea.

### Historische Buchveröffentlichungen
Bavendamm erarbeitete auch eine Geschichte seiner Heimatstadt Reinbek sowie, gemeinsam mit der Redaktion, einige Jahrgangschroniken des Dortmunder Chronik-Verlages. 1983 und 1993 veröffentlichte Bavendamm zwei umfangreiche Studien über den US-Präsidenten Franklin Delano Roosevelt. Darin legt er den politischen und persönlichen Werdegang Roosevelts dar und konzentriert sich dabei vor allem auf dessen Politik im Vorfeld des Zweiten Weltkrieges. Das erste Buch wurde, obwohl als revisionistisch charakterisiert, zum Teil noch positiv aufgenommen. Das Buch Roosevelts Krieg 1937–45 und das Rätsel von Pearl Harbour wurde von Kritikern als geschichtsrevisionistisch und als Verdrehung der Wirklichkeit gekennzeichnet, da Bavendamm Roosevelt darin eine maßgebliche Mitverantwortung am Beginn des Zweiten Weltkrieges zuweist und gleichzeitig Adolf Hitler von der Verantwortung für die Entstehung des Zweiten Weltkriegs zu entlasten versucht.
Von 1988 bis 1997 leitete Bavendamm das Fürstlich von Bismarck’sche Archiv in Friedrichsruh bis zu dessen Umgründung in eine Bundesstiftung, die heute Otto-von-Bismarck-Stiftung heißt. Von 2002 bis 2004 war er Geschäftsführer der Staats- und Wirtschaftspolitischen Gesellschaft in Hamburg.

### Mitwirkung am Buch „1835–1985 – 150 Jahre Bertelsmann“
1985 erschien ein von Bertelsmann herausgegebenes Jubiläumsbuch mit Beiträgen von sieben angesehenen Wissenschaftlern und anderen Autoren wie Walter Kempowski und Kurt Biedenkopf, die Bavendamm redaktionell koordinierte. Die Autoren stützten sich auf von Bertelsmann zur Verfügung gestellte Materialien. Das Buch enthielt auch ein Kapitel zur Unternehmensgeschichte (Autor Walter Kempowski), das Bertelsmann als „Widerstandsverlag“ darstellte, obwohl das Unternehmen mit der Herausgabe von Wehrmachts- und NS-Literatur gute Geschäfte gemacht hatte.
Ende der 1990er Jahre, als der Bertelsmann-Medienkonzern die US-amerikanische Buchverlagsgruppe Random House übernehmen wollte, in der traditionell viele jüdische Autoren veröffentlichen, mehrten sich vor allem in der US-Öffentlichkeit Zweifel an der These des Widerstandsverlags im Dritten Reich. Vor allem der Soziologe Hersch Fischler trat 1998 dieser Behauptung entgegen und kritisierte dabei sowohl Reinhard Mohn, damals Aufsichtsratschef der Bertelsmann AG, als auch Bavendamm scharf. Unmittelbarer Anlass der Kritik war eine Ehrung der Bertelsmann-Stiftung durch die Anti-Defamation League im Herbst 1999 in Atlanta. Schon Ende 1998 hatte Bertelsmann eine Unabhängige Historische Kommission unter Vorsitz des Historikers Saul Friedländer berufen. Die Kommission lehnte eine Mitwirkung Bavendamms ab, denn dieser habe „nicht die Art von Zeitgeschichte geleistet, die wir machen müssen“. Die Frankfurter Allgemeine Zeitung berichtete im Januar 2000 nach der ersten Pressekonferenz der Kommission, dass die Rolle des Bertelsmann-Verlages im Dritten Reich als „Hitlers bester Lieferant“ tatsächlich neu bewertet werden müsse.

### Hinwendung zum Rechtsextremismus
In den 1990er Jahren begann Bavendamm, sich dem Rechtsextremismus zuzuwenden. Er hielt vermehrt Vorträge bei entsprechenden Vereinen und Instituten, darunter der Zeitgeschichtlichen Forschungsstelle Ingolstadt, der Gesellschaft für freie Publizistik und der Staats- und Wirtschaftspolitischen Gesellschaft. Seine zwei jüngsten Bücher erschienen beim Ares-Verlag und dem Druffel & Vowinckel Verlag und damit zwei einschlägigen Verlagen. Der AfD-Politiker Stefan Scheil schrieb das Vorwort zu seinem jüngsten Buch Amerikas Griff nach der Weltmacht.

### Familie
Bavendamm lebt in Reinbek bei Hamburg. Er ist verheiratet und Vater von drei Töchtern. Seine Tochter Gundula ist Direktorin der Stiftung Flucht, Vertreibung, Versöhnung. Von 2010 bis 2016 leitete sie das Alliiertenmuseum Berlin, in dem ihr Vater während ihrer Amtszeit ehrenamtlich die historischen Akten der Alliierten Kommandantur durchging und ein Register erstellte. Sein Schwiegersohn ist der Militärhistoriker Sönke Neitzel.

## Werke von Dirk Bavendamm

### Monografien
- Von der Revolution zur Reform. Die Verfassungspolitik des Hamburgischen Senats 1849/50 (= Schriften zur Verfassungsgeschichte. Band 10). Duncker & Humblot, Berlin 1969 (zugl. Dissertation, Universität Hamburg, 1967).
- Bonn unter Brandt. Machtwechsel oder Zeitenwende. Fritz Molden, Wien u. a. 1971, ISBN 3-217-00400-0.
- 100 Autoren. Hrsg. von der Redaktion Buch, Buchverlagsgesellschaft, Hamburg 1980.
- Roosevelts Weg zum Krieg. Amerikanische Politik 1914–1939. F.H. Herbig, München u. a. 1983, ISBN 3-7766-1260-6.[13]
- Bertelsmann – Mohn – Seippel. Drei Familien – ein Unternehmen (= Bibliothek des Börsenvereins des Deutschen Buchhandels). C. Bertelsmann, München 1986, ISBN 3-570-09997-0.
- mit Günther Jantzen, Gerhard Sendler, Heinrich Woermann, Jürgen Zwernemann: Wagnis Westafrika. 150 Jahre C. Woermann. Die Geschichte eines Hamburger Handelshauses 1837–1987 (= Veröffentlichungen der Wirtschaftsgeschichtlichen Forschungsstelle. Band 47). Verlag Hanseatischer Merkur, Hamburg 1987, ISBN 3-922857-08-6.
- Reinbek. Eine holsteinische Stadt zwischen Hamburg und Sachsenwald. Herausgegeben vom Magistrat der Stadt Reinbek, Reinbek 1988, ISBN 3-9801817-0-7.
- Roosevelts Krieg 1937–45 und das Rätsel von Pearl Harbour. F. H. Herbig, München u. a. 1993, ISBN 3-7766-1820-5 (2. Auflage 1998).
- mit Lorenz Sönnichsen: DVZ, Deutsche Verkehrs-Zeitung – 50 Jahre. Deutscher Verkehrsverlag, Hamburg 1997, ISBN 3-87154-228-8.
- mit Lothar Witte: „Ursprünglich wollte ich nur die Welt seh’n“. Helmut Witte – Kommandant von U-159 über Menschliches und Unmenschliches im Seekrieg. Witte, Siegburg 2007, ISBN 978-3-00-020645-0.
- Der junge Hitler. Korrekturen einer Biographie 1889–1914. Ares-Verlag, Graz 2009, ISBN 978-3-902475-73-2.
- Amerikas Griff nach der Weltmacht. Roosevelt, Hitler und der Weg in den Zweiten Weltkrieg. Mit einer Einführung von Stefan Scheil, Druffel & Vowinckel Verlag, Gilching 2018, ISBN 978-3-8061-1265-8.

### Bearbeitungen / Kleinere Beiträge
- (Bearb.): Masanori Nakumura: Operation Heimkehr – Roman. Aus dem Japanischen Übersetzt durch Andrea Hirner, Droemer Knaur, München 1982, ISBN 3-426-19056-7.
- 150 Jahre Bertelsmann. Die Gründer und ihre Zeit. Eine Geschichtsbetrachtung (= Bertelsmann Brief. Nr. 116), C. Bertelsmann, München 1984.
- (Red. Koordination): 1835–1985 – 150 Jahre Bertelsmann. Die Geschichte des Verlagsunternehmens in Texten, Bildern und Dokumenten. Im Auftrag des Vorstandes der Bertelsmann-AG von einer Arbeitsgruppe unter Leitung von Günther Hadding und Gert Schukies, C. Bertelsmann, München 1985.
- Wolf Rüdiger Heß (Hrsg.): Rudolf Heß. Briefe 1908–1933. Mit einer Einführung und Kommentaren. Langen Müller, München u. a. 1987, ISBN 3-7844-2150-4.
- (Bearb.): Südafrika. Zauber und Schönheit grandioser Landschaften. Aus dem Englischen übersetzt durch Christiane Landgrebe, Verlag Das Beste, Stuttgart u. a. 1992, ISBN 3-87070-425-X.
- Reinhold Würth: Erfolgsgeheimnis Führungskultur. Bilanz eines Unternehmers. In Zusammenarbeit mit Dirk Bavendamm, Campus, Frankfurt am Main u. a. 1995, ISBN 3-593-35266-4 (aus dem Englischen übersetzt: Management culture. The secret of success).
- Ein Erfolgsrezept. Die Geschichte des Familienunternehmens Oetker. Hörnemann, Bielefeld 1996.
- (Red. mit Klaus Brüning): 100 Jahre RWE-DEA. 1899–1999. Hrsg. durch die RWE-DEA-Aktiengesellschaft für Mineralöl und Chemie, Hamburg 1999, ISBN 3-00-003548-6.

### Übersetzungen
- Robert Scheer: Und brennend stürzen die Vögel vom Himmel. Reagan und der „begrenzte Atomkrieg“. Kindler, München 1983, ISBN 3-463-00851-3.
- Bruce Nussbaum: Das Ende unserer Zukunft. Revolutionäre Technologien drängen die europäische Wirtschaft ins Abseits. Kindler, München 1984, ISBN 3-463-00877-7.
- (Bearb.): Nicolas Baciu: Verraten und verkauft. Die tragischen Fehler Churchills und Roosevelts in Osteuropa. Universitas, München 1986, ISBN 3-8004-1106-7.